# Derry Celtic Football Club
Derry Celtic Football Club est un ancien club de football basé à Londonderry en Irlande du Nord. Le club est créé en 1890, rentre dans l'Irish League en 1900, avant d'en être exclu en 1913 et de disparaître.
Il était le seul club de football senior à Londonderry à cette période.

## Histoire

### Premières années
Fondé sous le nom de St Columb's Hall. Il est renommé trois ans plus tard en St Columb's Hall Celtic, puis enfin en Derry Celtic Football Club en 1900.
Alors qu'il est encore dénommé St Columb's Hall Celtic, le club atteint la finale de la Coupe d'Irlande en 1897-1898, battu seulement en finale par Linfield FC sur le score de 2 buts à 0.

### Irish League
Derry Celtic est engagé dans le championnat d'Irlande de football (l'île est alors encore unifiée) pour la première fois lors de la saison 1900-1901. L'équipe termine la saison à la dernière place sans avoir remporté la moindre victoire.
Les choses s'améliorent lors des saisons suivantes. La première victoire vient lors de la saison 1901-1902, saison qu'elle achève à la sixième place. En 1902-1903 le club progresse à la cinquième place du championnat. Cela est finalement la meilleure saison jamais réalisée par le Derry Celtic.

### Exclusion de la ligue
En 1913, le club finit avant dernier du championnat, ce qui conditionne son avenir dans le championnat à une réélection par les autres membres de l'Irish League. Le club est exclu du championnat à 12 voix contre 11. Une décision motivée par le fait que les dirigeants du clubs « ne tenaient pas leurs promesses » pour instaurer une organisation plus rigoureuse du club, certains clubs comme Distillery se plaignant de la mauvaise organisation de la billetterie du Celtic. Le club envisageait une réorganisation et une fusion avec un autre club de Derry, Guilds, pour remédier à ces problèmes,. À la suite de cette exclusion, le club ne jouera plus au haut niveau.

### Derry City
En 1928, un nouveau club se crée à Londonderry, le Derry City Football Club. Cette nouvelle entité reprend les structures du Derry Celtic. Il accède au championnat en 1929.

## Stade
Le club joue ses matchs à domicile d'abord au Celtic Park, de 1894 à 1900 puis, à partir de 1900 au Brandywell Stadium.